# Alexandre Baptista
José Alexandre da Silva Baptista (ur. 17 lutego 1941 w Barreiro, zm. 3 marca 2024) – portugalski piłkarz, środkowy obrońca. Brązowy medalista MŚ 66. Długoletni zawodnik Sportingu.
Ze Sportingiem dwa razy zostawał mistrzem kraju, triumfował w Pucharze Portugalii. W 1964 znajdował się wśród zwycięzców Pucharu Zdobywców Pucharów. W reprezentacji Portugalii zagrał 11 razy. Debiutował 4 czerwca 1964 w meczu z Anglią, ostatni raz w 1969. Podczas MŚ 66 wystąpił w pięciu meczach.